# Rinaldo d'Este (abate 1435)
Rinaldo d'Este (Ferrara, 1435 – Ferrara, 8 aprile 1503) è stato un religioso e condottiero italiano.

## Biografia
È stato un figlio illegittimo di Niccolò III d'Este, Marchese di Ferrara, Modena e Reggio e della sua favorita Anna de Roberti.
Nel 1461 ricopriva l'incarico di abate commendatario del Monastero della Pomposa e in questa veste presenziò alla fondazione della Certosa di Ferrara, voluta dal duca Borso d'Este. Nel 1464 il signore di Ferrara lo inviò con una galera ad Ancona a sostegno della crociata contro i Turchi, voluta da Papa Pio II.
Nel 1469 abbandonò i voti e Borso lo inviò a Milano a presenziare al battesimo del figlio del duca di Milano Galeazzo Maria Sforza Ermes Maria: in questa occasione lo Sforza nominà Rinaldo cavaliere. Quando, il 14 aprile 1471 papa Paolo II nominò a Roma Borso primo duca di Ferrara, Rinaldo assunse l'incarico di co-reggente del ducato di Ferrara assieme ai fratelli del duca Ercole I d'Este e Sigismondo I d'Este.
Dopo la morte di Borso d'Este il 20 agosto 1471, Rinaldo fu al servizio del successore Ercole e fu al suo fianco quando nel 1476 Niccolò d'Este cercò di rivesciare la signoria. Nel 1478 fu in Toscana al fianco di Ercole I contro papa Sisto IV e il re di Napoli.
Morì nel 1503.

## Discendenza
Rinaldo sposò l'11 giugno 1472 Lucrezia del Monferrato ed ebbero due figli:
- Laura (?-1534), sposò in prime nozze nel 1494[3] Alfonso Calcagnini di Ferrara e in seconde nozze nel 1505[4] Giovanni Sassatelli di Imola (1480-6 luglio 1539[5]), condottiero.
- Sigismondo, uomo d'armi al servizio di Cesare Borgia

Rinaldo ebbe anche due figli naturali: Niccolò e Folco (?-1514), religioso.

## Ascendenza
|                                                          |   |                    | Genitori       |  |  | Nonni |  |  | Bisnonni                               |  |  | Trisnonni                                   |  |
|                                                          |   |                    |                |  |  |       |  |  | Obizzo III d'Este, marchese di Ferrara |  |  | Aldobrandino II d'Este, marchese di Ferrara |  |
|                                                          |   |                    |                |  |  |       |  |  | Obizzo III d'Este, marchese di Ferrara |  |  | Aldobrandino II d'Este, marchese di Ferrara |  |
|                                                          |   | Alda Rangoni       |                |  |  |       |  |  | Obizzo III d'Este, marchese di Ferrara |  |  |                                             |  |
| Alberto V d'Este, marchese di Ferrara e Modena           |   |                    |                |  |  |       |  |  | Obizzo III d'Este, marchese di Ferrara |  |  |                                             |  |
|                                                          |   | Lippa Ariosti      | Iacopo Ariosti |  |  |       |  |  |                                        |  |  |                                             |  |
|                                                          |   | Lippa Ariosti      | Iacopo Ariosti |  |  |       |  |  |                                        |  |  |                                             |  |
|                                                          |   | Lippa Ariosti      | …              |  |  |       |  |  |                                        |  |  |                                             |  |
| Niccolò III d'Este, marchese di Ferrara, Modena e Reggio |   | Lippa Ariosti      |                |  |  |       |  |  |                                        |  |  |                                             |  |
|                                                          |   | Alberto Albaresani | …              |  |  |       |  |  |                                        |  |  |                                             |  |
|                                                          |   | Alberto Albaresani | …              |  |  |       |  |  |                                        |  |  |                                             |  |
|                                                          |   | Alberto Albaresani | …              |  |  |       |  |  |                                        |  |  |                                             |  |
| Isotta Albaresani                                        |   | Alberto Albaresani |                |  |  |       |  |  |                                        |  |  |                                             |  |
|                                                          |   | …                  | …              |  |  |       |  |  |                                        |  |  |                                             |  |
|                                                          |   | …                  | …              |  |  |       |  |  |                                        |  |  |                                             |  |
|                                                          |   | …                  | …              |  |  |       |  |  |                                        |  |  |                                             |  |
| Rinaldo d'Este                                           |   | …                  |                |  |  |       |  |  |                                        |  |  |                                             |  |
|                                                          | … | …                  |                |  |  |       |  |  |                                        |  |  |                                             |  |
|                                                          | … | …                  |                |  |  |       |  |  |                                        |  |  |                                             |  |
|                                                          | … | …                  |                |  |  |       |  |  |                                        |  |  |                                             |  |
| …                                                        | … |                    |                |  |  |       |  |  |                                        |  |  |                                             |  |
|                                                          |   | …                  | …              |  |  |       |  |  |                                        |  |  |                                             |  |
|                                                          |   | …                  | …              |  |  |       |  |  |                                        |  |  |                                             |  |
|                                                          |   | …                  | …              |  |  |       |  |  |                                        |  |  |                                             |  |
| Anna de Roberti                                          |   | …                  |                |  |  |       |  |  |                                        |  |  |                                             |  |
|                                                          |   | …                  | …              |  |  |       |  |  |                                        |  |  |                                             |  |
|                                                          |   | …                  | …              |  |  |       |  |  |                                        |  |  |                                             |  |
|                                                          |   | …                  | …              |  |  |       |  |  |                                        |  |  |                                             |  |
| …                                                        |   | …                  |                |  |  |       |  |  |                                        |  |  |                                             |  |
|                                                          |   | …                  | …              |  |  |       |  |  |                                        |  |  |                                             |  |
|                                                          |   | …                  | …              |  |  |       |  |  |                                        |  |  |                                             |  |
|                                                          |   | …                  | …              |  |  |       |  |  |                                        |  |  |                                             |  |
|                                                          |   | …                  |                |  |  |       |  |  |                                        |  |  |                                             |  |